# لوكهيد إل-1011 تراي ستار
الطائرة لوكهيد إل-1011 تراي ستار (بالإنجليزية: Lockheed L-1011 TriStar)‏ هي طائرة ركاب نفاثة ذات بدن واسع متوسطة إلى طويلة المدى. كانت الطائرة إل-1011 ثاني طائرة عريضة البدن تدخل الخدمة التجارية بعد ماكدونل دوغلاس دي سي - 10. تعرف الطائرة باسمها العام إل-1011 وينطق (إل تين إيليفن - ell-ten-eleven) أو بالاسم تراي ستار (ثلاثية النجوم) وهذا نظرًا إلى شكل محركاتها الثلاثة. تصل حمولة الطائرة إلى 400 راكب ويصل مداها إلى 7,410 كم. زودت الطائرة لاحقًا بنظام هبوط اوتوماتيكي، ونظام تحكم في الانحدار أوتامتيكى.
اللوكهيد تراى ستار أنتجت في طول بدنين مختلفين. أولهما الطراز الأصلى حلق لأول مرة في أغسطس عام 1970، ودخل الخدمة مع إيسترن أيرلاينز عام 1972. الطراز الثاني الأقصر في الطول، والأطول مدى حلق في 1978، ودخل الخدمة مع الخطوط الجوية البريطانية بعدها بعام.
ما بين العام 1968، و1984، أنتجت شركة لوكهيد ما مجموعة 249 طائرة تراى ستار. أما مبيعات الطائرة فقد تأثرت سلبًا بشكل كبير بسبب التأخر لمدة عامين في مواعيد التسليم نظرًا لمشاكل تمويله وتطويريه لدى رولز رويس المصنع الوحيد المحركات التراى ستار. بعد ما انهت لوكهيد إنتاج الطائرة تراى ستار انهت مشاركتها في سوق الطائرات التجارية بسبب عدم تحقيقها هدف مبيعات تراى ستار.